# Zygmunt Berling

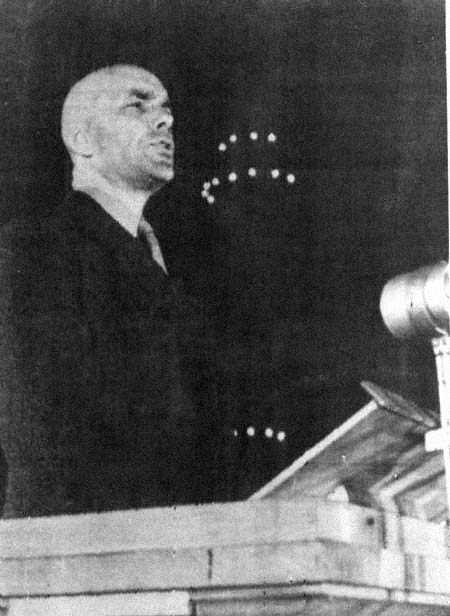
Berling (ca. 1944)

Zygmunt Henryk Berling (* 27. April 1896 in Limanowa; † 11. Juli 1980 in Warschau) war ein polnischer General und Politiker.

## Leben

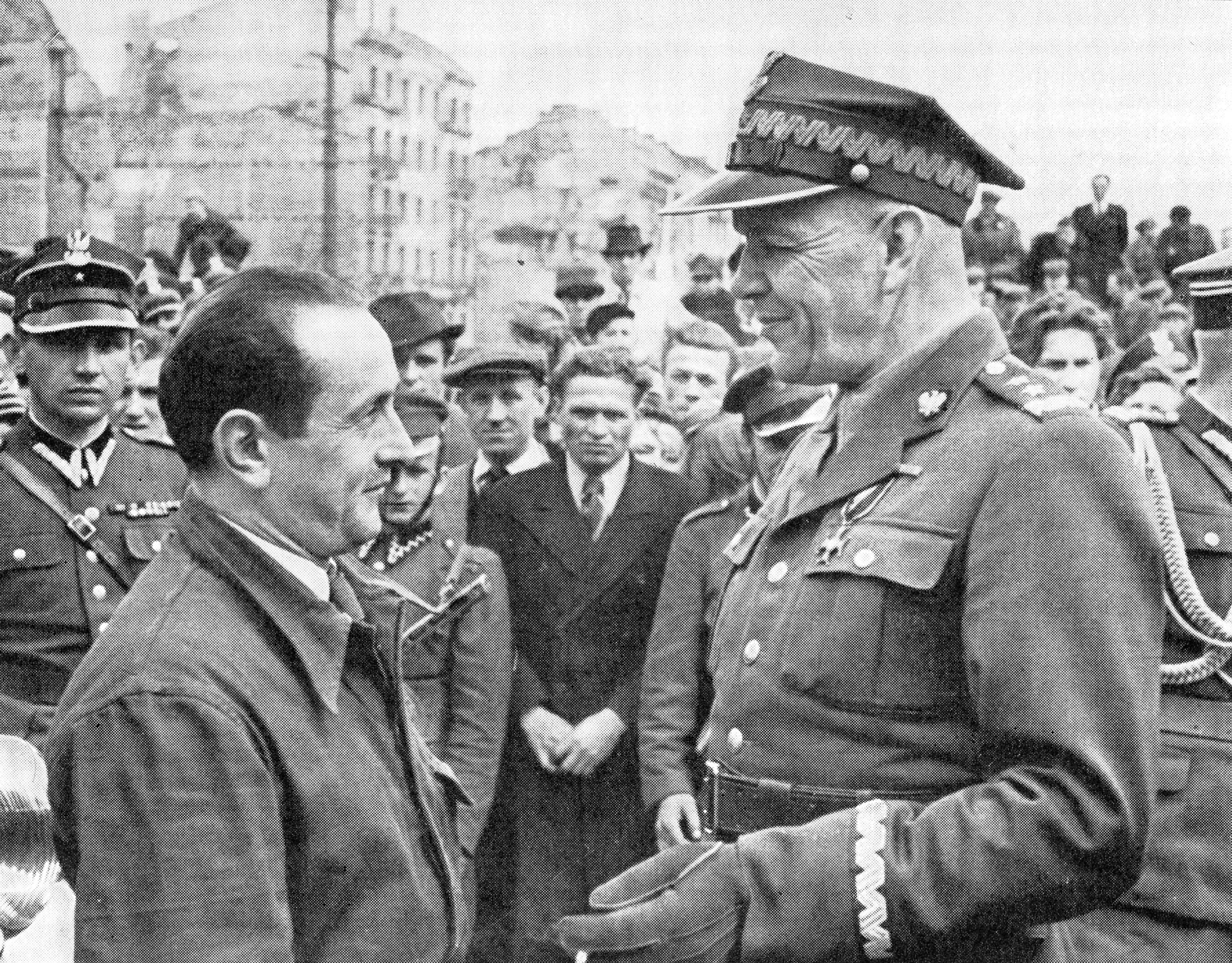
Zygmunt Berling (rechts, 1947)

Er diente von 1914 bis 1917 in den Polnischen Legionen, ab 1918 in der Polnischen Armee. 1925 absolvierte er die Höhere Kriegsschule. Im September 1939 befand er sich im Ruhestand und hielt sich in Wilno auf, wo er nach dem sowjetischen Einmarsch verhaftet und über das polnischen Offizieren vorbehaltenen Sonderlager Starobelsk nach Moskau gebracht wurde.  Die Internierung dauerte bis zur Freilassung aller überlebenden Soldaten nach dem Sikorski-Maiski-Abkommen im Jahre 1941.
Im Range eines Oberstleutnants wurde er in den Stab der neuen polnischen Armee von General Władysław Anders aufgenommen. Bei der Verlegung der Anders-Armee in den Nahen Osten desertierte er 1942 zur sowjetischen Seite, wofür er von General Anders degradiert und vom polnischen Militärgericht in Abwesenheit zum Tode verurteilt wurde.
Ein Jahr später wurde er mit Unterstützung Stalins zum Kommandeur der 1. Tadeusz-Kościuszko-Infanteriedivision ernannt und zum General befördert. Am 22. Juli 1944 wurde ihm das Oberkommando über die neue Polnische Volksarmee übertragen. Während des Warschauer Aufstands bemühte er sich, angeblich ohne Absprache mit der sowjetischen Führung, den kämpfenden Polen in der Hauptstadt zu Hilfe zu kommen. Im Oktober 1944 musste er das Oberkommando wieder abgegeben, wies die ihm angebotene Funktion als Leiter der polnischen Militärmission in Moskau ab und wurde dann zwangsweise auf die Moskauer Militärakademie geschickt.
1947 kehrte er nach Polen zurück und wurde ein Jahr später zum Kommandeur der neuen Generalstabsakademie in Warschau ernannt, bis er 1953 den Militärdienst quittierte. Zwischen 1953 und 1970 bekleidete er leitende Posten im Landwirtschafts- und im Forstministerium. Erst 1963 trat er in die Polnische Vereinigte Arbeiterpartei (PZPR) ein.
Nach der politischen Wende von 1989 erschienen postum seine Erinnerungen.

## Berling-Denkmal in Warschau

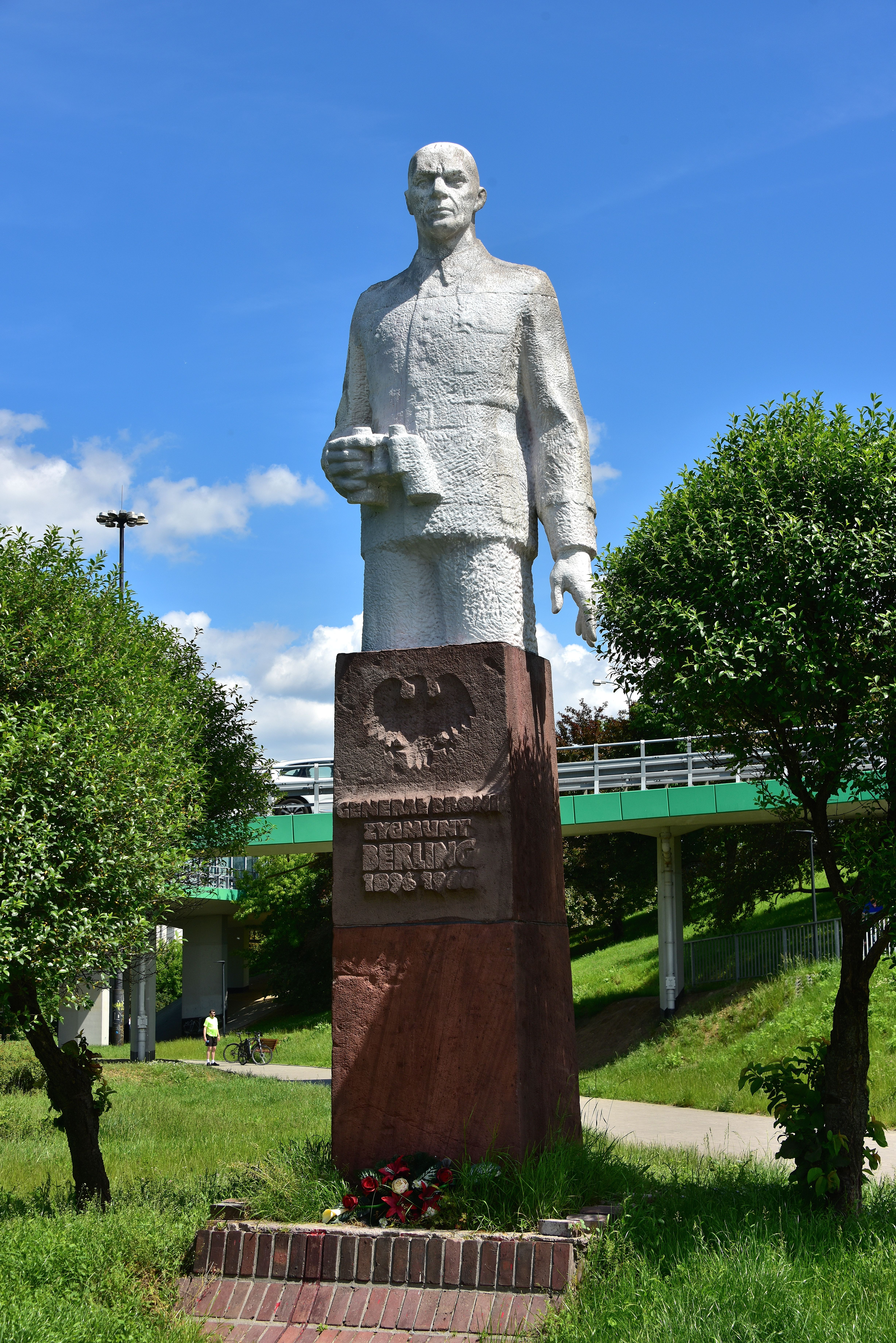
Zygmunt-Berling-Denkmal in Warschau

1985 wurde an der Stelle des Warschauer Weichselufers, an der im September 1944 die Soldaten der 3. Infanteriedivision starteten, um auf der Gegenseite den Brückenkopf von Czerniaków zu bilden, ein von Kazimierz Danilewicz entworfenes Denkmal zu Ehren Berlings errichtet. Es zeigte Berling von den Knien aufwärts, wie dieser auf das linke Warschauer Ufer blickt und das Fernglas in der rechten Hand hält. Das Denkmal aus weißem Marmor und stand auf einem drei Meter hohen Sockel aus rotem Kalkstein und trug die Inschrift „General Zygmunt Berling 1896–1980“ und wurde von einem in Sandstein gemeißelten Adler ergänzt. Die nahe gelegene Weichsel-Brücke (die heutige Łazienkowski-Brücke) trug von 1981 bis 1998 ebenfalls seinen Namen.
Nach 1989 wurde das Denkmal mehrmals mit roter Farbe überstrichen und sollte auf Grundlage des polnischen Dekommunisierungsgesetzes von 2016 entfernt und bis Ende 2019 in das Lager des Polnischen Historischen Museums überführt werde. Am 4. August 2019 wurde das Denkmal jedoch vom Sockel gerissen und dabei zerstört. Die zersplitterten Überreste wurden vom Bezirksamt Praga-Południe eingelagert, um es anschließend dem Polnischen Historischen Museum zu übergeben.

## Werke
- Wspomnienia, Polski Dom Wydawniczy, Warszawa
  - 1. – Z Tagrów do Andersa, 1990, ISBN 83-7043-136-4
  - 2. – Przeciw 17 republice, 1991, ISBN 83-7043-144-5
  - 3. – Wolność na przetarg, 1991, ISBN 83-7043-152-6